# Mission Hills (Kalifornia)
Mission Hills – jednostka osadnicza w Stanach Zjednoczonych, w stanie Kalifornia, w hrabstwie Santa Barbara.